# Brenda Marshall

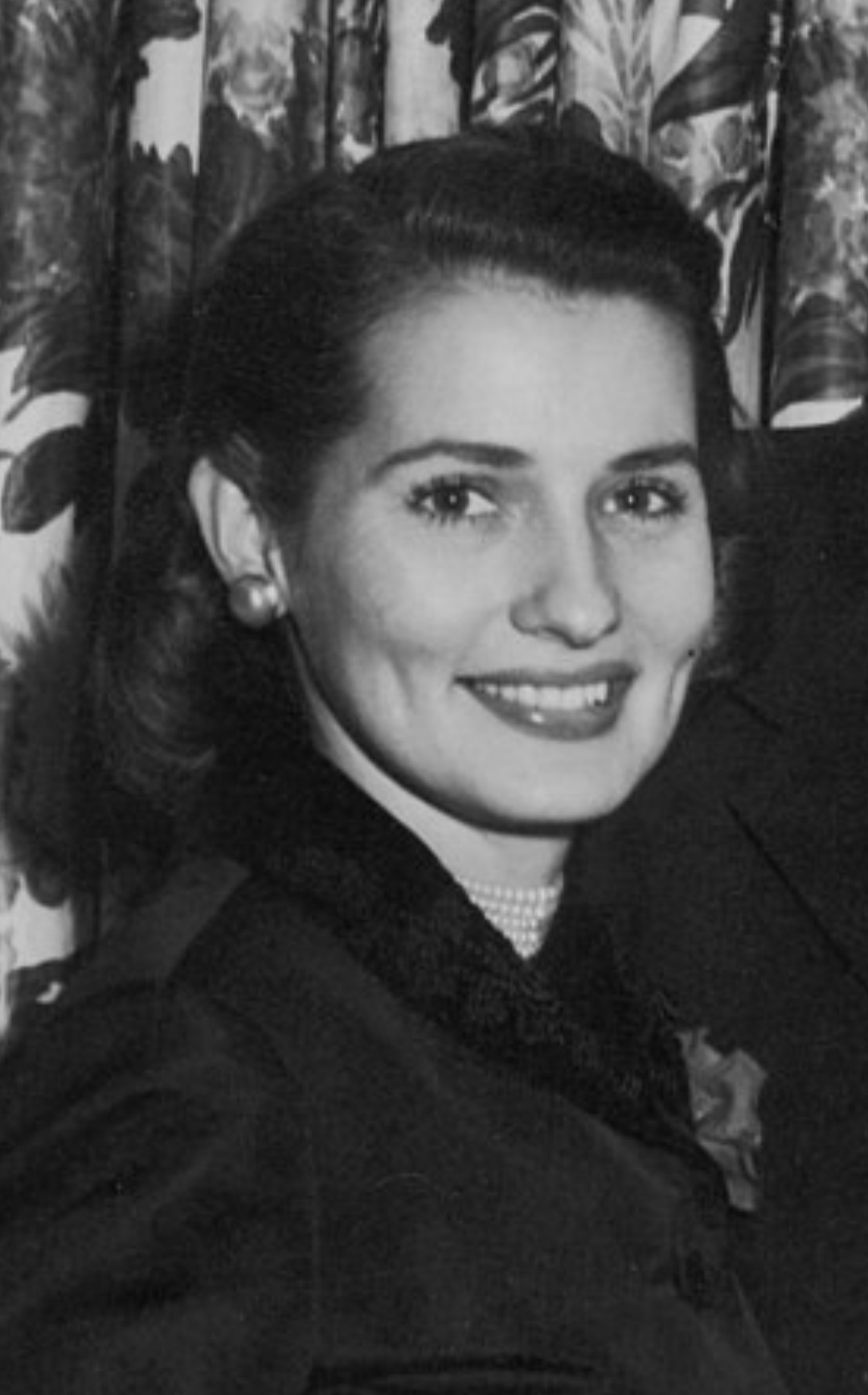
Brenda Marshall

Brenda Marshall (* 29. September 1915 in Negros, Philippinen; † 30. Juli 1992 in Palm Springs, Kalifornien), bürgerlich Ardis Ankerson Gaines, war eine US-amerikanische Schauspielerin.

## Leben
Brenda Marshall hatte 1939 ihren ersten Filmauftritt in Hollywood. Ihren bekanntesten Leinwandauftritt hatte sie als Partnerin von Errol Flynn in Der Herr der sieben Meere aus dem Jahr 1940. Sie ersetzte in diesem Film Olivia de Havilland, die regelmäßig Flynns Partnerin war, jedoch nicht mehr im Schatten des damaligen Superstars des US-amerikanischen Films stehen wollte. Ein Jahr danach war sie in der Kriminalkomödie Mr. X auf Abwegen ein zweites Mal die Filmpartnerin von Flynn. Sie spielte auch die Leading Lady weiterer berühmter Hollywood-Schauspieler, etwa von James Cagney in dem 1942 erschienenen Fliegerfilm Helden der Lüfte. Selbst wurde sie aber nie ein großer Hollywood-Star, was vielleicht auch an der relativen Kürze ihrer Karriere lag. Nach 1943 trat sie nur noch in drei Kinofilmen auf, zuletzt spielte sie 1955 eine Gastrolle in der Sitcom I Love Lucy.
Von 1936 bis zur Scheidung 1940 war sie mit dem Schauspielkollegen Richard Gaines verheiratet, die gemeinsame Tochter wurde 1937 geboren. 1941 heiratete Brenda Marshall den Schauspieler William Holden. Mit Holden war sie bis 1971 verheiratet. Die Ehe, aus der drei Kinder hervorgegangen sind, wurde nach zahlreichen Affären des Gatten geschieden.

## Filmografie
- 1939: Allein gegen die Unterwelt (Blackwell’s Island)
- 1939: Geheimagenten (Espionage Agent)
- 1940: The Man Who Talked Too Much
- 1940: Der Herr der sieben Meere (The Sea Hawk)
- 1940: Money and the Woman
- 1940: East of the River
- 1940: South of Suez
- 1941: Mr. X auf Abwegen (Footsteps in the Dark)
- 1941: Singapore Woman
- 1941: Highway West
- 1941: Verlobung mit dem Tod (The Smiling Ghost)
- 1942: Helden der Lüfte (Captains of the Clouds)
- 1942: You Can’t Escape Forever
- 1943: Liebesleid (The Constant Nymph)
- 1943: Spion im Orientexpress (Background to Danger)
- 1943: Paris After Dark
- 1946: Strange Impersonation
- 1948: Der Todesverächter (Whispering Smith)
- 1950: Auf Winnetous Spuren (The Iroquois Trail)
- 1955: I Love Lucy (Fernsehserie, Folge The Fashion Show)